# Hans Dürer
Hans Dürer, född 21 februari 1490, död 1534, var en tysk konstnär.
Han var länge sin bror Albrecht Dürer behjälplig i dennes arbeten i träsnittsteknik. Senare var han verksam som målare och grafiker i Kraków.